# Sonnabend, Sonntag in Berlin, Hauptstadt der DDR
Sonnabend, Sonntag in Berlin, Hauptstadt der DDR ist ein Dokumentarfilm des DEFA-Studio für Dokumentarfilme von Rolf Schnabel aus dem Jahr 1976.

## Handlung
Eigentlich wirkt Ost-Berlin an einem Sonnabendmorgen noch sehr verschlafen, denn im Normalfall wird an diesem Tag nicht gearbeitet. Doch gibt es Menschen, die noch etwas für das Wochenende einkaufen wollen und es gibt auch Menschen, die arbeiten müssen. So werden die Geschäfte und Gaststätten geputzt, bevor die Besucher kommen, die Kehrfahrzeuge fahren über die Hauptstraßen und der Alexanderplatz wird zum ersten Mal mit einem Staubsauger gereinigt. Viele Hausgemeinschaften treffen sich am Morgen, um mit freiwilligen Einsätzen ihr Wohnumfeld zu verschönern. Sie alle treffen auf die, die noch vom Vortag übriggeblieben sind. Doch dann beginnt für die meisten Berliner das Wochenende und da zieht es sie mit allen Fortbewegungsmöglichkeiten ins Grüne. 
Doch deshalb ist die Stadt nicht leergefegt, denn jetzt kommen die Touristen, von denen es pro Jahr fünf Millionen gibt und fast alle wollen eine echte Berliner Bockwurst. Viele Gäste, die hier einmal die Berliner Luft geschnuppert haben, bleiben dann auch für immer hier und werden Berliner. Aber es müssen nicht immer Zugereiste sein, die etwas für den Bevölkerungszuwachs tun, denn 30 neue Berliner erblicken hier täglich das Licht ihrer Heimatstadt. Die Museen und Galerien werden im Jahr von 2,5 Millionen Interessierten besucht. Aber alle, Berliner und Gäste, treffen sich irgendwann im Palast der Republik. Auch unter den Linden gibt es immer etwas zu sehen, so jede halbe Stunde, den Kleinen Wachaufzug der Nationalen Volksarmee der DDR vor der Neuen Wache. 
Der Sonnabend ist schnell vergangen, und nun ist bereits der Sonntag angebrochen. Der beginnt mit der Veranstaltung 7–10 Sonntagmorgen in Spreeathen des Berliner Rundfunks, zu der sich anscheinend auch fast alle Hunde der Stadt versammelt haben. Viele Berliner befinden sich weiterhin in ihrem Garten und warten auf den Besuch, der sich mit Sicherheit einstellen wird. Die auf dem Grundstück anfallenden Arbeiten müssen die Besitzer allerdings selbst erledigen. Ein großer Anziehungspunkt am Sonntag ist, zur Freude der dortigen Bewohner, auch der Tierpark Berlin. Ein weiteres Ausflugsziel ist der Treptower Park mit der Gaststätte Zenner direkt an der Spree, wo es besonders interessant ist, wenn mehrere Elefanten, aus einem in der Nähe gastierenden Zirkus, vorbeischauen. Aber auch mitten in der Stadt gibt es am Märchenbrunnen im Volkspark Friedrichshain viel zu sehen und das Wasser sorgt immer für eine Erfrischung.
Die Weiße Flotte fährt auf 36 Linien ihre Gäste auf der Spree und der Dahme durch Berlin und über die umliegenden Seen. Ein Teil der Schiffe fährt auch an Köpenick vorbei, wo jedes Jahr ein Volksfest zur Erinnerung an den Hauptmann von Köpenick und seinen Überfall auf das Rathaus, der 1906 noch selbstständigen Stadt Cöpenick, durchgeführt wird. Bevor es nun wieder in die Stadtmitte geht, wird dem Kulturpark in Berlin-Plänterwald noch ein Besuch abgestattet, der mit vielen Attraktionen zum längeren verweilen einlädt. Wer nun noch nicht genug hat, fährt mit der S-Bahn noch einmal zum Bahnhof Berlin Alexanderplatz. Hier unter dem Berliner Fernsehturm befinden sich interessante Wasserkaskaden und der Neptunbrunnen, wo man den Tag in Ruhe ausklingen lassen kann.

## Produktion und Veröffentlichung
Sonnabend, Sonntag in Berlin, Hauptstadt der DDR wurde auf ORWO-Color vom DEFA-Studio für Dokumentarfilme für die Berlin-Information gedreht und erstmals am 11. Februar 1978 im 2. Programm des Fernsehens der DDR ausgestrahlt. Die ersten nachweisbaren Aufführungen auf einer großen Leinwand erfolgten ab 1. August 1978 wöchentlich Mittwochs im Informationszentrum der Berlin-Information am Fuße des Berliner Fernsehturms.

## Weblink
- Sonnabend, Sonntag in Berlin, Hauptstadt der DDR im Handout von Jeanpaul Goergen zur Vorstellung am 19. Januar 2022 im Berliner Zeughauskino.